# Douanier Rock
Douanier Rock är en kulle i Antarktis. Den ligger i Östantarktis. Australien gör anspråk på området. Toppen på Douanier Rock är 64 meter över havet.
Terrängen runt Douanier Rock är platt österut, men åt sydväst är den kuperad. Havet är nära Douanier Rock åt nordost. Trakten är obefolkad. Det finns inga samhällen i närheten.